# الجامع الكبير (تازة)
الجامع الكبير أو المسجد الأعظم في تازة، المغرب هو المبنى الأبرز في المدينة العتيقة لتازة، يُعد من أقدم المساجد الباقية المتميزة في مجال العمارة الموحدية ،وهو ليس بعيدا عن باب الريح. بني من قبل السلطان الموحدي عبد المومن، في فترة ما بعد 1142م. وفقا لكتاب الإستبصار استكملت الجدران في 1172م. وتم توسيعه في عهد سلالة المرينيين في 1292-1293.

## تصميمه
يتسم تصميم المسجد الكبير بتازة بتنظيم هندسي دقيق يعكس أسلوب العمارة الموحدية، الذي يركز على تحقيق التوازن بين العناصر الداخلية والخارجية. يتميز بتقسيم واضح للمساحات وتوزيع مدروس للأبواب والصحن، مما يعكس اهتماماً كبيراً بالتناظر والتخطيط المعماري الفعال.

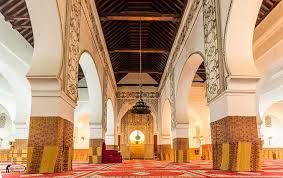
أقواس الجامع الكبير بتازة

## المخطط العام
يتخذ المسجد شكلا مستطيلا قريبا من المربع، ويبلغ طوله 37،20 متر وعرضه 15،10 متر، لتصل مساحته الإجمالية إلى 562 متر مربع.
يعرف بتوزيع دقيق للمساحات، حيث تكون قاعة الصلاة أعرض من عمقها، مما يعزز الانفتاح والشعور بالاتساع.

## التقسيم الداخلي[4]
- قاعة الصلاة مقسمة إلى ثمانية طيقان تشكل تسعة بلاطات متعامدة مع جدار القبلة.
- البلاط الأوسط وبلاط القبلة والبلاطان الجانبيان أكثر اتساعاً وارتفاعاً مقارنة بالبلاطات الأخرى، مما يُبرز التناسق البصري.
- عند تقاطع البلاطات الثلاثة الأوسع، توجد ثلاث قباب تضفي على المسجد طابعاً معمارياً مميزاً:
- القبة الأولى
- تعلو المحراب، وتعكس التصميم التقليدي على شكل حرف "ط" كما هو في مساجد القيروان وفاس.

### القبتان الأخريان
- تعلوان طرفي بلاط القبلة، مما يعكس التصميم المتطور على شكل حرف "U" الذي اعتمده الموحدون.

### الفناء والأروقة
- يمتد البلاطان الجانبيان لقاعة الصلاة نحو الشمال الغربي، ليُشكلا رواقين مفتوحين على الفناء من خلال أقواس منكسره متجاوزة. الفناء ذو تصميم مستطيل الشكل، وعرضه أكبر من عمقه، مما يعزز الانسجام الهندسي بين الداخل والخارج

#### الأبواب والتناظر
يضم المسجد خمسة أبواب موزعة بدقة للحفاظ على التناظر الهندسي:
- بابان في الشمال الشرقي يقابلان بابين في الجنوب الشرقي.
- باب رئيسي في وسط الجهة الشمالية الغربية، يتصل بالمحراب عبر البلاط الأوسط وقبته.

## الثريا التاريخية للجامع الكبيربتازة
تعد الثريا الموجودة في الجامع الكبيربتازة من أكبر الثريات النحاسية في العالم، حيث يبلغ وزنها 32 قنطارًا وتحتوي على 514 سراجًا. صُنعت بأمر السلطان المريني أبو يعقوب يوسف عام 694هـ (1294م)، الذي خصص ميزانية كبيرة لإنجازها ضمن مشروع توسيع المسجد، حيث بلغت تكلفة صناعتها وزيادة المسجد 8000 دينار ذهبي.
تم تدشين الثريا في ليلة المولد النبوي يوم 12 ربيع الأول عام 694هـ، الموافق 30 يناير 1295م، في احتفال كبير أضيئت فيه جميع كؤوسها الزيتية. أشرف الكاتب الأديب الحسين ابن رشيق على تنظيم هذه المناسبة، وقرأ أمام السلطان ما نُقش على الثريا من آيات قرآنية وقصيدة شعرية تحمل اسم "أنا الثريا". تتكون هذه القصيدة من ثمانية أبيات، نقشت أبياتها الستة عشر على أجزاء الثريا، وسرعان ما حفظها أهل تازة وأصبحت نشيدًا رسميًا للمدينة.

### القصيدة الشعرية أنا الثريا:
يا ناظرا في جمالي حقق النظرا *** ومتع الطرف في حسني الذي بهرا
أنا الثريا التي تازا بي افتخرت *** على البلاد فما مثلي الزمان يرى
أفرغت في قالب الحسن الــبديع كمــا *** شاء الأمير أبو يعقوب إذ أمرا
في مسجد جامع للناس أبدعه *** ملك أقام بعون الله منتصرا
له اعتناء بدين الله يظهره *** يرجو به في جنان الخلد ما ادخرا
في عام أربعة تسعون تتبعها *** من بعد ست من المئتين قد سطرا
تاريخ هذه الثريا والدعاء لأبي *** يعقوب بالنصر دأبا يصحب الظفرا
تُعتبر هذه الثريا رمزًا معماريًا وفنيًا يجسد البراعة الهندسية والفن الإسلامي في عهد بني مرين، حيث استمر المسجد الأعظم في لعب دور بارز كمركز ديني وثقافي في المنطقة.

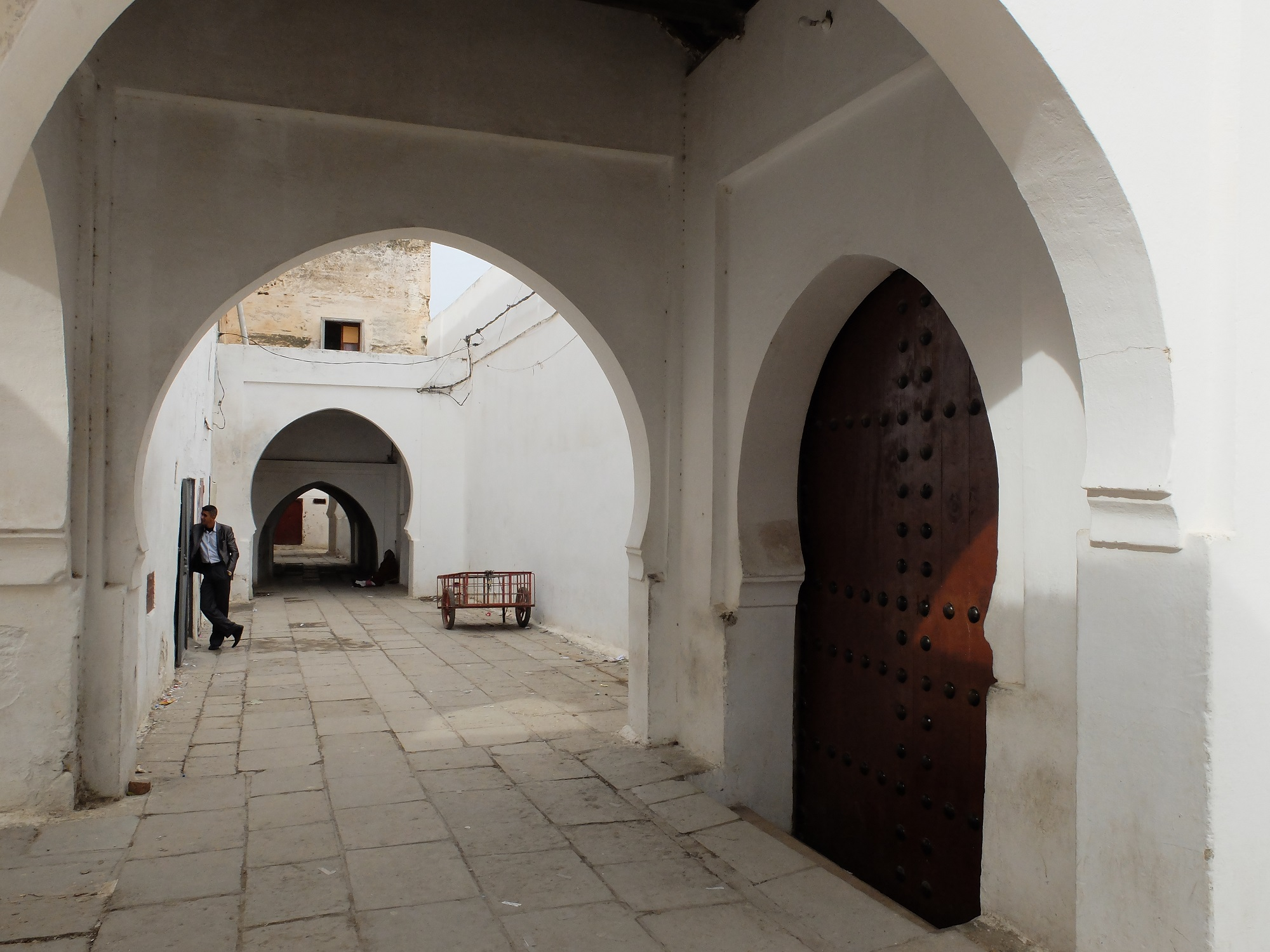
أحد مداخل الجامع الكبير